# Emil Erlenmeyer
Richard August Carl Emil Erlenmeyer (28. června 1825, Wiesbaden – 22. ledna 1909, Aschaffenburg) byl německý chemik, autor Erlenmayerova pravidla a tvůrce Erlenmeyerovy baňky.  

## Život
Emil Erlenmeyer studoval chemii na univerzitách v Giessenu a v Heidelbergu. Byl žákem Justuse von Liebiga a Augusta Kekulého. V letech 1868–1883 byl profesorem chemie na Technické univerzitě Mnichově. Společně s Robertem Bunsenem napsal vlivnou studii o hnojivech. V roce 1865 objevil kyselinu isomáselnou. V roce 1860 vynalezl kónickou baňku se zúženým hrdlem (tzv. Erlenmeyerova baňka neboli „erlenka“). Patřil k prvním chemikům, kteří přijali strukturní vzorce založené na valencích. Navrhl strukturu dvou spojených benzenových jader naftalenu. Roku 1880 definoval tzv. Erlenmeyerovo pravidlo.